# فقاع حمامي
الفقاع الحمامي (بالإنجليزية: Pemphigus erythematosus) أو متلازمة سينيار أوشر (بالإنجليزية: Senear–Usher syndrome) هو مرض جلدي وهو شكل موضعي من الفقاع القرطاسي مع ميزات الذئبة الحمامية.
يسمى هذا المرض بمتلازمة سينيار أوشر نسبة إلى الطبيبين اللذين نشرا مقالة علمية حول المرض في عام 1926.
هي اضطراب وراثي نادر مقترن بطفرة في احدة الجينات العشرة مما يؤدي إلى الربط بين فقدان السمع وضعف البصر، وهو السبب الرئيسي للالعمى، وصفه لأول مرة طبيب العيون البريطاني الدكتور شارلز اوشر (Dr. Charles Usher) على انه مرض وراثي ينتقل من الأبوين إلى أولادهم. وويتعلق بمتلازمة اضظرابات أخرى مثل التهاب الشبكية الصباغي، متلازمة خلل السمع و-حثل الشبكية.

## الأعراض
يتظاهر المرض بلطخ حمامية متقشرة ومتجلبة تظهر على منطقة الوجنتين وحول الأنف والمناطق المثية، إذ تصادف الطفوح في الفروة وأعلى الظهر والصدر ويمكن مصادفة فقاعات على قاعدة حمامية.
نسيجياً يشبه موجودات الفقاع الورقي ويظهر DIF توضع IgG والمتممة بين الخلايا المقرنة، كما تتوضع في الموصل البشروي الأدمي بشكل حبيبي ومتواصل كما في الذأب الحمامي.
يستجيب المرضى لجرع منخفضة من الستيروئيدات الجهازية كما تفيد الموضعية منها والواقيات الشمسية وتفيد مثبطات المناعة في الحالات الشديدة.طبيب العيون الدكتور شارلز اوشر (Dr. Charles Usher) من إنجلترا باكتشاف المرض على انه مرض وراثي ينتقل من الأبوين إلى أولادهم.

## الأنواع
ينقسم على الأقل إلى ثلاثة أنواع حسب شدة ضعف السمع والتوازن والبصر.فالنوع الأول (USH1) يتميز بصمم شديد عند الولادة مع مشكلة في حفظ التوازن ويبدأ بصرهم يضعف بعد بلوغهم السنة العاشرة من العمر. بينما النوع الثاني (USH2) فيتميز بضعف سمع متوسط الشدة عند الولادة ويبدأ بصرهم بالضعف بعد بلوغهم 20 سنة ولا يعانون من مشاكل في التوازن أطلاقا.أما النوع الثالث (USH3) فيتميز بضعف سمع تدريجي (يضعف السمع مع الوقت) بعد البدء بالكلام ويختلف وقت ظهور ضعف البصر فقد يظهر بعد السنة العاشرة أو العشرين من العمر، كما أنهم في الغالب لا يعانون من مشاكل في الاتزان.و يمثل النوع الأول والثاني ما نسبة 90-95% من حالات متلازمة اوشر.

## العلاج
متلازمة اشير هو غير قابل للشفاء ولا يوجد لها علاج فعال في الوقت الحاضر، ولكن باستخدام العلاج الجيني لاستبدال الجينات وزيادة النقص فيها فان الباحثين نجحوا في عكس نوع واحد من هذا المرض عند تجاربهم على الفئران.مما يشير إلى ان النتائج ربما تكون ايجابية في المستقبل.